# Yll’i Mëngesit
Yll’i Mëngesit var en kvinnoförening i Albanien, grundad 1909. Den är känd som den första kvinnoorganisationen i Albanien, och betraktas som startpunkten för kvinnorörelsen i Albanien. 
Under 1800-talet förespråkades utbildning för kvinnor av Sami Frashëri enligt tidens typiska nationalistiska princip om att utbildade mödrar stärkte samhället genom att undervisa sina barn. 
1891 grundades den första högre flickskolan i Korçë av Sevasti Qiriazi och Parashqevi Qiriazi, och år 1909 grundade de även landets första kvinnoförening, Morning Star (Yll’i Mëngesit); dess syfte var att arbeta för att förbättra kvinnors ställning genom att höja deras utbildningsnivå för samhällets bästa och omsätta den västeuropeiska kvinnorörelsen till albanska förhållanden, och det höll yrkeskurser för kvinnor. Föreningen tvingades stänga av de osmanska myndigheterna 1911, och när Korçë ockuperades av Grekland då första världskriget bröt ut 1914 avbröts den albanska kvinnorörelsen.